# 2029
Het jaar 2029 is een jaartal volgens de christelijke jaartelling.

## Gebeurtenissen
- 13 april - Planetoïde Apophis scheert langs de Aarde. Met een schijnbare magnitude van 3,3 zou Apophis met het blote oog zichtbaar kunnen zijn in Europa, Afrika en West-Azië. Er zijn geen andere objecten bekend waarvoor dit het geval is geweest. De passage scoort een 1 op de schaal van Torino; een zeer kleine kans op een botsing.
- 20 december - Tweede maansverduistering volgens de cyclus van Meton. De eerste van de twee maansverduisteringen viel exact 19 jaar eerder, op 20 en 21 december 2010.